# Montbazon
Montbazon település Franciaországban, Indre-et-Loire megyében. Lakosainak száma 4839 fő (2022. január 1.). Montbazon Monts, Sorigny és Veigné községekkel határos.

## Népesség
A település népességének változása:
| Lakosok száma | 1903 | 3011 | 3354 | 3953 | 4081 | 4154 | 4313 | 4542 | 4602 | 4839 |
|               | 1968 | 1982 | 1990 | 2006 | 2013 | 2015 | 2017 | 2019 | 2020 | 2022 |